# Mind out of Time
Mind out of Time is een studioalbum van Free System Projekt, Brendan Pollard en Michael Daniel alias Hashtronaut. Het is na Time out of Mind het tweede album dat muziek bevat uit sessies die in de lente van 2009 werden gehouden in de Radial Velocity Studio te Bedford (Engeland). Marcel Engels, Ruud Heij en de twee Engelse collegae namen weer een album op in de stijl van de Berlijnse School voor elektronische muziek, dus lange tracks al dan niet ondersteund door sequencers.

## Musici
- Ruud Heij, Marco Engels, Brendan Pollard – voornamelijk analoge toetsinstrumenten waaronder de befaamde / beruchte Mellotron M400, de ARP synthesizer en Elka Solina
- Hashtronaut – gitaar en synthesizers

## Muziek
| Nr. | Titel                    | Duur  |
| --- | ------------------------ | ----- |
| 1.  | Shadows and fog          | 37:36 |
| 2.  | The upper chamber        | 23:17 |
| 3.  | Option C (slight return) | 18:12 |